# Martinet indien
Zoonavena sylvatica
Espèce
Synonymes
- Acanthylis sylvatica Tickell, 1846
(protonyme)

Statut de conservation UICN

 LC  : Préoccupation mineure
Le Martinet indien (Zoonavena sylvatica) est une espèce d'oiseaux de la famille des Apodidae.

## Répartition
Cette espèce vit dans les Ghâts occidentaux, en Inde et au Nepal.